# Maria Chapdelaine (film, 1983)
Pour les articles homonymes, voir Maria Chapdelaine (homonymie).
Pour plus de détails, voir Fiche technique et Distribution.
Maria Chapdelaine est un film franco-québécois réalisé par Gilles Carle, sorti en 1983.
Le film s'inspire du célèbre roman que Louis Hémon écrivit en 1913 et qu'illustrèrent brillamment déjà deux célèbres peintres du Québec : Marc-Aurèle de Foy Suzor-Coté (édition de 1916), puis Clarence Gagnon (édition de 1932).
Une version longue du film fut ensuite diffusée en mini-série de quatre épisodes d'une heure (avec publicités) en janvier 1985 à la Télévision de Radio-Canada.

## Synopsis
Maria Chapdelaine doit choisir entre deux de trois prétendants lorsque celui qu'elle aime meurt.

## Fiche technique
- Titre : Maria Chapdelaine
- Réalisation : Gilles Carle
- Les scénaristes : Gilles Carle et Guy Fournier
- D'après l'œuvre littéraire romantique de Louis Hémon
- Les assistants réalisateurs : 
  - Premier assistant réalisateur : Jacques W. Benoit
  - Second réalisateur assistant : Monique Maranda
  - Troisième réalisateur assistant : Jacques Laberge
- Compositeur : Lewis Furey
- Création des décors : Jocelyn Joly
- Le coiffeur : André Lafrenière
- Les maquilleurs : Micheline Trépanie et Cécile Rigault
- Costumes : Renée April, Boileau Blanche-Danielle et Michèle Hamel
- Chef opérateur (Directeur de la photographie) : Pierre Mignot
- Format : Technique en couleur Technicolor au 1,78:1 - Son : stéréophonique (Westrex Recording System) sur 35 mm.
- Photographe du plateau : Pierre Dury
- Technicien en éclairage : Daniel Chrétien
- Ingénieur du son à l’éditeur : Ian Terry
- Mixage : Ian Terry, Henri Blondeau, Joe Grimaldi et Joe Grimaldi
- Effets spéciaux : William H. Orr et John Thomas
- Montage : Michel Arcand et Avdé Chiriaeff
- Année de la production : 1983
- Chargé de production : Marie-Hélène Roy
- superviseur de production : Ginette Sénécal
- Lieux de tournage : au lac Baskatong dans la province de Québec au Canada
- Langues : français
- Les sociétés de production : 
  - Astral Bellevue Pathé
  - Société Radio-Canada
  - TF1 Films Production
- Durée : 107 minutes
- Genre : Drame et romance
- Date de sortie en salle au  27 avril 1983
- Pays d'origine :  Canada ( Québec)  France
- Affiche : Jean Mascii (France)

## Distribution
- Amulette Garneau : Laura Chapdelaine
- Carole Laure : Maria Chapdelaine
- Gilbert Sicotte : Da'Bé Chapdelaine
- Josée-Anne Fortin : Alma-Rose Chapdelaine
- Louis-Philippe Milot : Télesphore Chapdelaine
- Nick Mancuso : François Paradis
- Claude Rich : Le Curé Cordelier
- Yoland Guérard : Samuel
- Pierre Curzi : Eutrope Gagnon
- Donald Lautrec : Lorenzo Surprenant
- Guy Thauvette : Esdras
- Stéphane Quéry : Tit-Be
- Gilbert Comtois : Edwidge Légaré
- Patrick Messe : Canayen Corneau
- Claude Evrard : Caumartin
- Paul Berval : Éphrem Surprenant
- Guy Godin : Minoune
- Marie Tifo : Marie-Ange
- Jean-Pierre Masson : Tti-Sèbe
- Dominique Briand : Leroy
- Claude Prégent : L’Arpenteur
- Angèle Arsenault : Aubergiste
- Jean Ricard : Le Notaire
- Guy L'Ecuyer : Capitaine
- Rolland Bédard : Bedeau
- Raoul Duguay : Crieur
- Michel Rivard : Le Médecin
- Gilles Valiquette : Bûcheron déserteur
- Michel Langevin : Pierre Caumartin
- Cédric Noël : Edmond Caumartin
- José Ledoux : Oncle Bouchard
- Renée Girard : Tante Bouchard
- Rock Demers : Homme au cheval
- Yvon Sarrazin : Commis
- Claude Trudel : Aide-cuisinier
- Jean-Pierre Rhéaume : Aide-cuisinier
- Georges Levchtouk : Bûcheron
- Gilbert Moore : Abatteur de chevaux

## Autour du film
Le célèbre roman de Louis Hémon, publié en 1913, avait déjà fait l'objet de deux adaptations au cinéma avant celle-ci. La première, datant de 1934, est tournée au Québec par Julien Duvivier et met en vedette Madeleine Renaud et Jean Gabin. La seconde, signée par Marc Allégret avec Michèle Morgan dans le rôle titre, sort en 1950. Le film de Gilles Carle est donc le premier film inspiré du livre et tourné par un cinéaste québécois.
Le roman de Hémon sera à nouveau adapté au cinéma par Sébastien Pilote en 2021. 
Dans la filmographie de Gilles Carle, le film est une deuxième œuvre de commande après le succès retentissant des Plouffe adaptation du livre de Roger Lemelin. Tout comme Les Plouffe, Maria Chapdelaine est une coproduction franco-canadienne. Le tournage s'avère difficile et est marqué par la faillite d'un des producteurs.
Maria Chapdelaine sera la sixième et dernière collaboration entre Gilles Carle et Carole Laure. Rappelons que dans La Mort d'un bûcheron, le premier film qu'elle a tourné avec Gilles Carle, Carole Laure jouait un personnage qui s'appelait Marie Chapdelaine.

## Réception critique
Le film sort en avril 1983 et fait face à une critique en demi-teinte. « Comment expliquer alors les réserves que ce film suscite en dépit de ses mérites évidents ? » se demande Luc Perreault dans La Presse. Même son de cloche dans Le Devoir où Francine Laurendeau voit « un film attrayant et décevant ». À l'inverse, Léo Bonneville, de la revue Séquences, admet son enthousiasme en déclarant « Gilles Carle vient de nous donner un film d'une réelle beauté. Il n'a pas trahi le roman célèbre de Louis Hémon. Il l'a interprété avec intelligence et goût ».

## Discographie
- Initialement parue en album 33 tours, la bande originale du film Maria Chapdelaine composée par Lewis Furey a été éditée sur CD chez Disques Cinémusique en 2003.